# Satoru Satō
Satoru Satō (佐藤 達, Satō Satoru, stylisé en サトル・サトウ), né le 14 novembre 1945 à Tome (Miyagi), est un artiste japonais contemporain vivant en France.

## Biographie
Satoru Satō, après un diplôme à l'École des Beaux-Arts de Tōkyō, s'installe à Paris. Il suit les cours de l'École nationale supérieure des beaux-arts de Paris dans l'atelier de Gustave Singier. Il est également enseignant en arts plastiques, en particulier à l'université de Paris VIII (art paysagiste). 
Membre du groupe constructiviste MADI (Art), Satō d'abord fondé son travail sur des oppositions d'aplats chromatiques aux formes rigoureuses. En 1973, il rencontre à Paris Michel Seuphor et le professeur Okamoto avec lesquels se développeront des relations durables. Il fait la connaissance d'artistes parisiens comme Bozzolini, Jean Leppien, Aurélie Nemours, Philippe Morisson. 
Deux ans plus tard, il fait la connaissance d'artistes comme Carmelo Arden-Quin, Carlos Cruz-Diez et Soto à Paris.
En 1976, il commence par entourer la toile d’une structure de bois ou rythme ses surfaces peintes avec des baguettes posées asymétriquement. 
Cette première étape débouche sur la création de tableaux en relief. L'artiste abolit ensuite partiellement la toile, laissant place au vide, qui devient un élément central de ses réflexions.
En 1979, Satoru Satō développe un nouvel axe de réflexion autour de la notion de verticalisme. 
Son utilisation de matériaux bruts, tels la toile laissée nue ou le bois (et, pendant une courte période au début des années 1980, le métal), traités dans une palette réduite, et sa conception de constructions intermédiaires, à mi-chemin entre la peinture et le relief, ont mené Satoru Satō à la sculpture proprement dite et à une réflexion sur l'intégration de l'art dans l'environnement. 
Ce souci constant d'interaction entre l'œuvre et son environnement a trouvé son aboutissement avec deux chantiers d'envergure, dans la région natale de l'artiste, autour de Sendai. Il s'agit de la construction du pont des Arts de la rivière Natsu, et surtout de la conception complète d'un parc public, dans la petite ville de Nakada.
En 1996, dans le cadre du Symposium de sculptures monumentales, organisé par la ville, Satoru Satō a élevé sur la partie du parc qui domine Clermont-Ferrand, deux colonnes de granit blanc de sept mètres de haut, alignées sur les flèches de la cathédrale et accompagnées d’un chemin de blocs plats en granit et pierre de Volvic, propice au jeu et à l’imaginaire.

## Expositions personnelles
- 1989 Galerie Convergence, Nantes.
- 1990 Galerie Convergence, Paris.
- 1990 Galerie Graphic/CD-2, Caracas.Galerie Espacio Simoetti, Valencia. Gallery Ekelund/Tandan, Stockholm.
- 1991 Galerie Naïto, Nagoya.
- 1992 Spark Gallery-2, Tokyo. Sincron (Centro culturale arte contemporanea), Brescia, Italie.
- 1993 Imura Art Gallery, Kyoto.
- 1994 Galerie Convergence, Nantes.
- 1996 Musée de Kameï Collection, Sendaï. Galerie esoace-061, Rouen.
- 1999 Palais des Congrès de la Culture, Le Mans (avec Han-Chang et Chu Ko).
- 2001 Galerie Greca, Barcelone. Galerie Seïjo, Sendaï.
- 2002 Moris Galerie, Tokyo. Galerie Arts Points, Tokyo. Galerie Natalie Seroussi, Paris. Gallery Morioka Kurisutaru, Morioka. Sendaï Médiathèque (1F), Sendaï.
- 2004 Gallery Juichiban-kan, Aomori.Gallery Arts Points, Tokyo.Espace Nezt Toyota, Sendaï.
- 2005 Maison Franco-Japonaise, Tokyo.Galerie Natalie Seroussi, Paris.
- 2006 Galerie Natalie Seroussi, Paris.
- 2007 Galerie Moteki, Tokyo.Centre Culturel du Château de Montfort. Vernet-la-Varenne/Puy de Dôme. Art Museum de Tome, Japon. Museum haus ludwig, Saarlouis, Allemagne. Galerie de Vierde Dimensie, Plasmolen, Hollande.
- 2009 Galerie Natalie Seroussi, Paris.

## Réalisations monumentales
- Mosaïque à la Fondation Pagani, à Legano (Italie) 1976
- Vitrail à Morioka (Japon) 1985
- Monument de granit noir au Collège de Minamikata (Japon) 1990
- Monument en pierre au Collège de Nakada (Japon) 1991
- Deux monuments de granit bleu, parc de Hanashyabu no Sato, ville de Minamikata (Japon) 1992
- Monument en granit Kyoto Hôtel (Japon)
- Natsukawa Pont des arts Nakada (Japon)